# میشل لانگ
میشل جاستین لانگ (زادهٔ ۳۱ ژانویه ۱۹۷۵) یک روزنامه‌نگار کانادایی بود که در جنگ افغانستان در سال ۲۰۰۹ کشته شد. لانگ خبرنگار روزنامه "کلگری هرالد" و اولین روزنامه‌نگار کانادایی بود که در جنگ افغانستان جان باخت.

## زندگی‌نامه
لانگ که در ونکوور، بریتیش کلمبیا به دنیا آمد و بزرگ شد، فارغ‌التحصیل مدرسه متوسطه مگی و دانشگاه سیمون فریزر بود. اولین کار او به عنوان خبرنگار در مطبوعات "پرنس جورج فری" بود. او بعداً به خبرگزاری "صدای گوزن شمالی" و پس از آن نیز به "رجینا لیدر پست" رفت، سپس به کلگری نقل مکان کرد تا به عنوان یک روزنامه‌نگار برای "کلگری هرالد" مشغول به کار شود. او برنده جایزه روزنامه ملی کانادا در سال ۲۰۰۸ برای گزارش یک حادثه ضرب و شتم شد. پس از آن نیز برای گزارش او در مورد مسائل ملی و استانی مراقبت‌های بهداشتی در ادامه همان گزارش از او تقدیر شد.
لانگ در یک مأموریت شش هفته‌ای به افغانستان برای سرویس خبری هرالد و پست‌مدیا نتورک بود که خودروی نظامی زرهی که او سوار آن بود با یک بمب کنار جاده‌ای برخورد کرد. او بر اثر جراحات جان خود را از دست داد و چهار سرباز کانادایی نیز در این انفجار کشته شدند.
فردی به نام مایکل لویی نامزد او بود.